# Liste der Bodendenkmäler in Wittislingen
Auf dieser Seite sind die Bodendenkmäler in dem schwäbischen Markt Wittislingen zusammengestellt. Diese Tabelle ist eine Teilliste der Liste der Bodendenkmäler in Bayern. Grundlage ist die Bayerische Denkmalliste, die auf Basis des Bayerischen Denkmalschutzgesetzes vom 1. Oktober 1973 erstmals erstellt wurde und seither durch das Bayerische Landesamt für Denkmalpflege geführt wird. Die folgenden Angaben ersetzen nicht die rechtsverbindliche Auskunft der Denkmalschutzbehörde.

## Bodendenkmäler in Wittislingen

### Bodendenkmäler in der Gemarkung Schabringen
| Lage                   | Objekt                                                                                             | Akten-Nr.     | Bild |
| ---------------------- | -------------------------------------------------------------------------------------------------- | ------------- | ---- |
| Schabringen (Standort) | Körpergräber des Frühmittelalters.                                                                 | D-7-7328-0150 |      |
| Schabringen (Standort) | Straßentrasse vor- und frühgeschichtlicher oder mittelalterlicher Zeitstellung.                    | D-7-7328-0182 |      |
| Schabringen (Standort) | Mittelalterliche und frühneuzeitliche Befunde im Bereich der katholischen Pfarrkirche St. Ägidius. | D-7-7328-0215 |      |

### Bodendenkmäler in der Gemarkung Wittislingen
| Lage                    | Objekt | Akten-Nr.     | Bild |
| ----------------------- | --- | ------------- | ---- |
| Wittislingen (Standort) | Straßentrasse vor- und frühgeschichtlicher oder mittelalterlicher Zeitstellung. | D-7-7328-0009 |      |
| Wittislingen (Standort) | Grabhügel vor- und frühgeschichtlicher Zeitstellung. | D-7-7328-0012 |      |
| Wittislingen (Standort) | Villa rustica der römischen Kaiserzeit. | D-7-7328-0013 |      |
| Wittislingen (Standort) | Siedlung vor- und frühgeschichtlicher oder mittelalterlicher Zeitstellung. | D-7-7328-0014 |      |
| Wittislingen (Standort) | Rechteckiges Grabenwerk vor- und frühgeschichtlicher Zeitstellung. | D-7-7328-0019 |      |
| Wittislingen (Standort) | Siedlung vor- und frühgeschichtlicher Zeitstellung. | D-7-7328-0020 |      |
| Wittislingen (Standort) | Siedlung vorgeschichtlicher Zeitstellung. | D-7-7328-0022 |      |
| Wittislingen (Standort) | Körpergräber des Frühmittelalters, Siedlung des Mittelalters. | D-7-7328-0029 |      |
| Wittislingen (Standort) | Körpergräber des Frühmittelalters | D-7-7328-0033 |      |
| Wittislingen (Standort) | Körpergräber des Frühmittelalters, Siedlung des Mittelalters. | D-7-7328-0034 |      |
| Wittislingen (Standort) | Siedlung der Bronzezeit, der Urnenfelderzeit, der Latènezeit, der römischen Kaiserzeit und des Mittelalters, Körpergräber vor- und frühgeschichtlicher Zeitstellung.                             | D-7-7328-0036 |      |
| Wittislingen (Standort) | Körpergräber des Frühmittelalters. | D-7-7328-0038 |      |
| Wittislingen (Standort) | Siedlung der Linearbandkeramik. | D-7-7328-0042 |      |
| Wittislingen (Standort) | Freilandstation des Mesolithikums, Siedlung des Neolithikums, der Urnenfelder- und Latènezeit sowie der römischen Kaiserzeit und des Mittelalters.                                               | D-7-7328-0048 |      |
| Wittislingen (Standort) | Siedlung des Jungneolithikums. | D-7-7328-0072 |      |
| Wittislingen (Standort) | Körpergräber des Frühmittelalters. | D-7-7328-0074 |      |
| Wittislingen (Standort) | Straße der römischen Kaiserzeit. | D-7-7328-0113 |      |
| Wittislingen (Standort) | Körpergräber des Frühmittelalters. | D-7-7328-0147 |      |
| Wittislingen (Standort) | Siedlung vor- und frühgeschichtlicher oder mittelalterlicher Zeitstellung. | D-7-7328-0163 |      |
| Wittislingen (Standort) | Siedlung vorgeschichtlicher Zeitstellung, Villa rustica der römischen Kaiserzeit. | D-7-7328-0164 |      |
| Wittislingen (Standort) | Freilandstation des Paläolithikums und des Mesolithikums, Siedlung der Linearbandkeramik, der Altheimer Kultur, der Latènezeit und der römischen Kaiserzeit, Reihengräber des Frühmittelalters.  | D-7-7328-0183 |      |
| Wittislingen (Standort) | Siedlung der Linearbandkeramik, der Urnenfelder-, Hallstatt- und Frühlatènezeit sowie des Früh- und Hochmittelalters, Gräber der Linearbandkeramik, der Spätbronzezeit und des Frühmittelalters. | D-7-7328-0184 |      |
| Wittislingen (Standort) | Siedlung des Neolithikums, der Bronzezeit, Urnenfelder-, Hallstatt- und Latènezeit sowie der römischen Kaiserzeit, Reihengräber des Frühmittelalters.                                            | D-7-7328-0185 |      |
| Wittislingen (Standort) | Freilandstation des Paläolithikums und Siedlung des Neolithikums. | D-7-7328-0186 |      |
| Wittislingen (Standort) | Siedlung der römischen Kaiserzeit. | D-7-7328-0222 |      |
| Wittislingen (Standort) | Burgstall des Mittelalters sowie weitere mittelalterliche und frühneuzeitliche Befunde im Bereich der katholischen Pfarrkirche St. Ullrich und Martin in Wittislingen.                           | D-7-7328-0223 |      |
| Wittislingen (Standort) | Frühneuzeitliche Befunde im Bereich der katholischen Friedhofskapelle St. Leonhard. | D-7-7328-0225 |      |
| Wittislingen (Standort) | Mittelalterliche und frühneuzeitliche Befunde im Bereich des Beutenstetterhofs. | D-7-7328-0226 |      |
| Wittislingen (Standort) | Mittelalterliche und frühneuzeitliche Befunde im Bereich der katholischen Kapelle St. Joachim.                                                                                                   | D-7-7328-0227 |      |
| Wittislingen (Standort) | Siedlung der Urnenfelder-, Hallstatt- und Latènezeit sowie der römischen Kaiserzeit und des Frühmittelalters.                                                                                    | D-7-7328-0340 |      |
| Wittislingen (Standort) | Siedlung der Bronzezeit. | D-7-7328-0355 |      |
| Wittislingen (Standort) | Siedlung des frühen Mittelalters. | D-7-7328-0357 |      |
| Wittislingen (Standort) | Villa rustica der römischen Kaiserzeit. | D-7-7428-0506 |      |